# Tewksbury
|  | Per a altres significats, vegeu «Tewkesbury». |

Tewksbury és una població dels Estats Units a l'estat de Massachusetts. Segons el cens del 2007 tenia 29.607 habitants.

## Demografia
Segons el cens del 2000, Tewksbury tenia 28.851 habitants, 9.964 habitatges, i 7.692 famílies. La densitat de població era de 537,6 habitants/km².
Dels 9.964 habitatges en un 35,9% hi vivien nens de menys de 18 anys, en un 65,1% hi vivien parelles casades, en un 9,1% dones solteres, i en un 22,8% no eren unitats familiars. En el 18,9% dels habitatges hi vivien persones soles el 7,2% de les quals corresponia a persones de 65 anys o més que vivien soles. El nombre mitjà de persones vivint en cada habitatge era de 2,81 i el nombre mitjà de persones que vivien en cada família era de 3,24.
Per edats la població es repartia de la següent manera: un 25% tenia menys de 18 anys, un 6,2% entre 18 i 24, un 32,8% entre 25 i 44, un 24,6% de 45 a 60 i un 11,5% 65 anys o més.
L'edat mediana era de 38 anys. Per cada 100 dones de 18 o més anys hi havia 93,7 homes.
La renda mediana per habitatge era de 68.800 $ i la renda mediana per família de 76.443$. Els homes tenien una renda mediana de 50.296 $ mentre que les dones 33.918$. La renda per capita de la població era de 27.031$. Entorn de l'1,9% de les famílies i el 3,8% de la població estaven per davall del llindar de pobresa.